# Kyrkoordningen
Kyrkoordningen (formellt: Kyrkoordning för Svenska kyrkan) är det regelverk som kyrkomötet fastställer för att Svenska kyrkan över hela Sverige internt ska ha gemensamma regler, trots att församlingarna och stiften är självständiga organisationer som lyder under Lagen om trossamfund och Lag om Svenska kyrkan.
Kyrkoordningen infördes då relationerna mellan Svenska kyrkan och staten ändrades, och fastställdes i sin första version vid kyrkomötet 1999. Den revideras löpande av kyrkomötet.
I äldre tider används termen om kyrkolagen samt – framför allt – om 1571 års kyrkoordning, som spelade en viktig roll i Uppsala mötes beslut 1593. 

## Innehåll
Kyrkoordningen är uppdelad i fjorton avdelningar med inalles 59 kapitel totalt som inom sig rymmer ett antal paragrafer. Varje avdelning börjar med en inledande text med teologisk reflektion kring innehållet.
Avdelningarna är uppdelade i:
1. Svenska kyrkan som evangelisk-lutherskt trossamfund
2. Församlingarna
3. Stiften
4. Den nationella nivån
5. Gudstjänst
6. Kyrkotillhörighet
7. Kyrkliga uppdrag och befattningar
8. Församlingstillhörighet och indelning
9. Val
10. Kyrkobyggnader
11. Ekonomi och egendom
12. Handlingar och register
13. Tillsyn och överklagande
14. Svenska kyrkans relationer till andra kyrkor och samfund